# 日本短尾貓
日本短尾貓，又名日本截尾貓。這種貓是由于基因突變而產生的品種。日本短尾貓在日本本土已有一千年左右的歷史。日本短尾貓的尾巴僅長10厘米左右，與馬恩島貓都是尾巴最短的貓品種。日本短尾貓中以三色貓最為受歡迎，但紅白貓、白貓也很多。
招財貓的樣子即來自于日本短尾貓。